# James Jabara
James Jabara, ameriški častnik, vojaški pilot in letalski as libanonskega porekla, * 10. oktober 1923, Muskogee, Oklahoma, ZDA, 17. november 1966, Florida, ZDA.

Jabarova starša sta prišla v ZDA iz libanonskega mesta Marjayoun. Maja 1942 je končal srednjo šolo (Wichita High School North) v Wichiti, Kansas. Kot letalski kadet se je javil v Oporišče Kopenske vojske ZDA Fort Riley v severnem Kansasu. Po zaključku štirih letalskih šol v Teksasu je v Oporišču Vojnega letalstva ZDA Moore Field pri Missionu v Teksasu oktobra 1943 napredoval v pilota in prejel častniški čin poročnika.

## Druga svetovna vojna
Med 2. svetovno vojno je Jabara letel na bojnih poletih v Evropi kot pilot P-51. Najprej kot član 363. bojne skupine 9. zračne sile od januarja do oktobra 1944 in nato kot pilot P-51 355. bojne skupine 8. zračne sile od februarja do decembra 1945. Med svojim službovanjem v Evropi je naletel 108 bojnih poletov. Dosegel je 1.5 zmage v zraku in 4 na tleh.
Po vojni je obiskoval Taktično letalsko šolo v Oporišču Vojnega letalstva ZDA Tyndall na severu Floride. Med letoma 1947 in 1949 je služboval na Okinavi v 53. lovski skupini. Kot polkovnik se je vrnil v ZDA. Njegovo zadnje službeno mesto pred odhodom na Japonsko je bilo na letališču v New Castleu, Delaware, kjer je bil letalski poveljnik.

## Korejska vojna
Jabara je prispel na Japonsko 13. decembra 1950. Dodeljen je bil 4. lovsko-prestrezniški skupini, bojni enoti 5. zračne sile. Do 2. januarja 1951 je letel pet bojnih poletov v letalih F-86 Sabrejet. V zračnem boju je poškodoval eno sovražno reaktivno letalo MiG-15.
Njegova prva potrjena zmaga je prišla 3. aprila 1951. Drugo zmago je dosegel 10. aprila, tretjo 12. aprila, četrto 22. aprila, ter peto in šesto 20. maja. Tako je postal prvi ameriški letalski as na reaktivnem letalu sploh. Vse svoje zmage je dosegel proti reaktivnim letalom MiG-15.